# Vrede (tramhalte)
Vrede (Frans: Paix) is een tram- en bushalte van de Brusselse vervoersmaatschappij MIVB, gelegen in de gemeente Evere. De halte ligt midden in de gelijknamige wijk in Evere aan het Vredeplein, een druk plein met meerdere handelszaken. De halte ligt in de nabijheid van het historische centrum van Evere (even ten Noorden).
Anno 2021 rijdt er één tramlijnen langs de halte, de lijn 55 (die zeer frequent rijdt). De buslijnen 64 en vanaf 2019 de 45 rijden eveneens langs de halte. Tegen 2030 zal de tramlijn worden vervangen door Brusselse metrolijn 3.  De halte Vrede zal blijven, op het Vredeplein.

## Tramlijnen
|  | 55 - Da Vinci - Rogier |

## Buslijnen
|  | 45 - Sint-Vincentus - Rodebeek |

|  | 64 - Bordet Station - Naamsepoort |

## Plaatsen en straten in de omgeving
- Vredeplein
- Sint-Vincentiuskerk